# مربی‌گری مسابقات فوتبال ۲۰۱۰
مربی‌گری مسابقات فوتبال ۲۰۱۰ (به انگلیسی: Football Manager 2010) یک بازی ویدئویی است که در ۲۹ اکتبر سال ۲۰۱۰ توسط شرکت آیدوس منتشر شد. این بازی مربوط به مدیریت یک تیم توسط بازیکن بوده و تمامی امکانات یک سرمربی تیم فوتبال در اختیار بازیکن قرار می‌دهد. این بازی برای سیستم عامل‌های ویندوز، آی‌اواس و مک‌اواس منتشر شده‌است.
این بازی دارای محیط سه بعدی با بازیکنان مختلف و بیش از ۵۰۰ انیمیشن است. یکی از ویژگی‌های این بازی، وجود فصل جدید فوتبال مسابقات اروپایی و دنیا ۲۰۰۹–۲۰۱۰ است.

## بازتاب‌ها
وبگاه متاکریتیک امتیازات ۸۷٪ برای نسخه ویندوز و امتیاز ۸۳٪ برای نسخهٔ آی‌اواس به این بازی داده‌است.